# Дар'ївка (річка)
Дар'ївка, Дарів — гірська річка в Україні, у Рожнятівському районі Івано-Франківської області. Ліва притока Лімниці, (басейн Дністра).

## Опис
Довжина річки 10 км, похил річки 26 м/км, площа басейну водозбору 29,8 км², найкоротша відстань між витоком і гирлом — 8,94 км, коефіцієнт звивистості річки  — 1,12. Формується багатьма безіменними гірськими потоками. Річка розташована в Українських Карпатах.

## Розташування
Бере початок на південних схилах хребта Дарів (1187,8 м). Тече переважно на північний схід понад хребтом Верхній Дарів (1236,0 м) і у селі Осмоло́да впадає у річку Лімницю, праву притоку Дністра.

## Цікаві факти
- На лівому березі річки розташована гора Студенен (1600 м), а на правому березі — гора Овал (1609,6 м)[2].
- У пригирловій частині на правому березі річки розташована станція вузькоколійної залізниці Дар'їв. Маршрутна схема (Брошнів — Рожнятів — Перегінське — Закерничне (гілка на Гуту) — Ангелове — Осмолода — Дар'їв)[3].
- У селі Осмолода річку перетинає тупиковий автошлях Т 0901.